# ヘレワード (駆逐艦)
ヘレワード、またはヒアワード (HMS Hereward, H93) は、1936年進水のイギリス海軍の駆逐艦。H級。

## 艦歴
1935年2月28日起工。1936年3月10日進水。1936年12月9日就役。
1940年5月初め、「ヘレワード」はオランダからウィルヘルミナ女王とその家族を脱出させるのに成功した。
「ヘレワード」はカラブリア沖海戦（1940年7月）、マタパン岬沖海戦（1941年3月）、ギリシャからの撤退作戦（1941年4月）、失敗に終わったカステロリゾ島攻略作戦（アブステンション作戦、1941年2月）に参加した。
1941年5月29日、クレタ島からの撤退作戦中に、Ju 87急降下爆撃機によってクレタ島の東のカソ海峡で撃沈された。